# Michael Elwyn
Michael B. Emyrs Jones (Pontypridd, 23 de agosto de 1942) es un actor británico, más conocido por haber interpretado a George en la película Shadow Man y a Ken en la serie Stella.

## Biografía
Desde 1995 sale con la actriz inglesa Alison Steadman.

## Carrera
En 1966 participó en el cuarto serial de la cuarta temporada de la serie británica Doctor Who titulado The Highlanders donde dio vida al teniente Algernon Thomas Alfred Ffinch.
En 1988 interpretó a la miniserie norteamericana War and Remembrance donde interpretó a Lord Duncan Berne-Wilke hasta 1989.
En 1992 interpretó al detective Simpson en varios episodios de la serie Sam Saturday.
En 1996 apareció se unió al elenco de la miniserie No Bananas donde interpretó a Arthur Hamilton. Ese mismo año apareció en varios episodios entre la primera y segunda temporada de la serie This Life como Montgomery.
En 1997 apareció como invitado en un episodio de la serie Holding On donde interpretó al padre de Jemma (Gabrielle Jourdan).
En el 2002 se unió al elenco recurrente de la cuarta temporada de la serie Bad Girls donde dio vida al reverendo Henry Mills, el capellán de la prisión quien al final de la quinta temporada se casa con la prisionera Barbara Hunt (Isabelle Amyes), papel que interpretó hasta el 2003.
En el 2006 se unió al elenco recurrente de la serie Robin Hood donde dio vida a Edward de Knighton, el antiguo sheriff de Nottingham y padre de Marian (Lucy Griffiths), hasta el 2007 después de que su personaje fuera asesinado por Canon de Birkley.
Ese mismo año apareció en la película Shadow Man donde interpretó George, el agente de la CIA.
En el 2010 apareció como invitado en un episodio de la popular serie norteamericana The Tudors donde interpretó a Lord Latimer.
En el 2011 obtuvo un papel secundario en la película The Iron Lady donde interpretó a un ministro del gabinete.
En el 2012 apareció en la serie Stella donde interpretó a Ken, el padre de Stella.
En el 2013 apareció como personaje recurrente de la primera temporada de la serie Da Vinci's Demons donde interpretó al gentil Becchi, el asesor y amigo de la familia Medici. Becchi es encarcelado luego de que Lorenzo de Medici (Elliot Cowan) creyera que los estaba traicionando, sin embargo, la responsable era la amante de Lorenzo, Lucrezia Donati (Laura Haddock), quien incriminó a Bechci para que creyeran que era el espía, poco después Lucrezia lo acuchilló y Becchi murió de sus heridas en la cárcel.

## Filmografía

### Series de televisión
| Año         | Título                               | Personaje               | Notas                                    |
| ----------- | ------------------------------------ | ----------------------- | ---------------------------------------- |
| 2013        | Da Vinci's Demons                    | Gentil Becchi           | 4 episodios                              |
| 2013        | The Syndicate                        | Martin                  | episodio # 2.2                           |
| 2012        | EastEnders                           | Doctor Curtis           | episodio del 10 de abril                 |
| 2012        | Stella                               | Ken                     | 9 episodios                              |
| 2010        | The Tudors                           | Lord Latimer            | episodio "You Have My Permission"        |
| 2010        | Foyle's War                          | Oficial de la Policía   | episodio "The Russian House"             |
| 2008        | 10 Days to War                       | Michael Jay             | episodio "A Simple Private Matter"       |
| 2006 - 2007 | Robin Hood                           | Edward de Knighton      | 15 episodios                             |
| 2007        | The Bill                             | Juez Titus Rawnsley     | episodio "...And Nothing But the Truth"  |
| 2005        | Midsomer Murders                     | Giles Cato              | episodio "The House in the Woods"        |
| 2005        | Heartbeat                            | Tony Bryce              | episodio "Miller's Tale"                 |
| 2004        | Rosemary & Thyme                     | Tim Monkton             | episodio "Up the Garden Path"            |
| 2004        | The Brief                            | Juez Seaman             | episodio "A Sort of Love"                |
| 2002 - 2003 | Bad Girls                            | Rev. Henry Mills        | 15 episodios                             |
| 2002        | Daniel Deronda                       | Mr. Arrowpoint          | 3 episodios                              |
| 2002        | Micawber                             | Rideout                 | episodio "Micawber Meets the Americans"  |
| 2000        | Silent Witness                       | Peter Lake              | episodio "The World Cruise"              |
| 2000        | The Knock                            | Dr. Frank Naylor        | episodio # 5.3                           |
| 2000        | North Square                         | Juez Francis Wark       | episodio # 1.2                           |
| 2000        | Border Cafe                          | Doug Roscoe             | miniserie                                |
| 1997        | Holding On                           | Padre de Jemma          | episodio # 1.2 - miniserie               |
| 1996 - 1997 | This Life                            | Montgomery              | 6 episodios                              |
| 1996        | Soldier Soldier                      | Col. Patrick Sheridan   | episodio "Dear Joe..."                   |
| 1996        | No Bananas                           | Arthur Hamilton         | 10 episodios - miniserie                 |
| 1995        | The Governor                         | Juez                    | episodio # 1.4                           |
| 1993        | Between the Lines                    | Mayor Weatherilt        | episodio "Some Must Watch"               |
| 1993        | Alleyn Mysteries                     | Trumper                 | episodio "Final Curtain"                 |
| 1992        | Framed                               | Comandante Havergill    | episodio # 1.4                           |
| 1992        | After Henry                          | James                   | episodio "The Other Married Man"         |
| 1992        | Sam Saturday                         | Det. Simpson            | 5 episodios                              |
| 1991        | Ruth Rendell Mysteries               | Stephen Dearborn        | 3 episodios                              |
| 1991        | Titmuss Regained                     | Tim Warboys             | episodio "Tomorrow"                      |
| 1991        | Selling Hitler                       | Brian MacArthur         | episodio # 1.4                           |
| 1991        | The Orchid House                     | Tío Rufus               | 3 episodios                              |
| 1989        | Dramarama                            | Conde Von Blessynges    | episodio "Monstrous"                     |
| 1988 - 1989 | War and Remembrance                  | Lord Duncan Berne-Wilke | 3 episodios                              |
| 1988        | Streets Apart                        | James                   | episodio # 1.5                           |
| 1988        | Piece of Cake                        | General Bletchley       | 6 episodios                              |
| 1987        | C.A.T.S. Eyes                        | Howard Jordan           | episodio "Family Tradition"              |
| 1985        | The Winning Streak                   | -                       | episodio "Hot Prospects"                 |
| 1984        | Hammer House of Mystery and Suspence | Peter Norton            | episodio "The Late Nancy Irving"         |
| 1984        | Mr. Palfrey of Westminster           | Schnider                | episodio "Once Your Card Is Marked"      |
| 1983        | Rumpole of the Bailey                | Mr. Medway              | episodio "Rumpole and the Last Resort"   |
| 1983        | Potter                               | Mark                    | episodio # 3.6                           |
| 1983        | Pinkerton's Progress                 | Mr. Renfrew             | -                                        |
| 1982        | The Brack Report                     | Basil Braintree         | 2 episodios                              |
| 1980        | Love in a Cold Climate               | Roly                    | episodio "Rings and Things" - miniserie  |
| 1980        | The Mallens                          | Patrick Ferrier         | 4 episodios                              |
| 1976        | The Brothers                         | Doctor Ivan             | episodio "Red Sky in the Morning"        |
| 1974        | The Carnforth Practice               | Hon. Greville Carnforth | 4 episodios                              |
| 1974        | Colditz                              | Palmer                  | episodio "Odd Man In"                    |
| 1973        | Six Days of Justice                  | Mr. Soamesw             | episodio "A Clear-Cut Case"              |
| 1973        | The Regiment                         | Lt. Henry Percival      | 7 episodios                              |
| 1973        | So It Goes                           | Agente Inmobiliario     | episodio "Coming Home"                   |
| 1973        | Play for Today                       | Reynolds                | episodio "Land of Green Ginger"          |
| 1972        | Armchair Theatre                     | Oficial                 | episodio "The Folk Singer"               |
| 1970 - 1972 | Doomwatch                            | Richard Duncan          | 7 episodios                              |
| 1971        | The Rivals of Sherlock Holmes        | Greatorex               | episodio "The Missing Witness Sensation" |
| 1971        | Misleading Cases                     | Oficial Evans           | episodio "The Sitting Bird"              |
| 1971        | Jude the Obscure                     | -                       | episodio "To Christminster"              |
| 1969        | Softly Softly                        | Oliveer                 | episodio "Dead Aboard"                   |
| 1969        | The Main Chance                      | Lord Radchester         | episodio "What About Justice?"           |
| 1968        | ITV Playhouse                        | Jeremy                  | episodio "The Tycoon"                    |
| 1968        | Mr. Rose                             | Seaford-Smith           | episodio "Free and Easy"                 |
| 1968        | Thirty-Minute Theatre                | -                       | episodio "A Matter of Principle"         |
| 1968        | The Expert                           | Colin Wayman            | episodio "The Unknown Factor"            |
| 1968        | The Avengers                         | Teniente Edwards        | episodio "Get-A-Way!"                    |
| 1967        | The Wednesday Play                   | Gareth Pownall          | episodio "Public Inquiry"                |
| 1966 - 1967 | Doctor Who: The Highlanders          | Lt. Algernon Ffinch     | 4 episodios                              |
| 1965        | The Flying Swan                      | Anybodies               | episodio "Group Mania"                   |
| 1964        | Crossroads                           | Ted Roach               | -                                        |

### Películas
| Año  | Título        | Personaje             |
| ---- | ------------- | --------------------- |
| 2011 | The Iron Lady | Ministro del Gabinete |
| 2006 | Shadow Man    | George                |
| 2003 | Byron         | William Fletcher      |

### Teatro
| Año  | Obra                      | Personaje        | Director (a)     | Teatro                 |
| ---- | ------------------------- | ---------------- | ---------------- | ---------------------- |
| 2013 | The Audience              | Anthony Eden     | Stephen Daldry   | Gieldgud Theatre       |
| 2006 | What Every Woman Knows    | Charles Venables | -                | Royal Exchange Theatre |
| 1998 | The Jungle Book           | -                | Alan Strachan    | Open Air Theatre       |
| 1998 | Troilus and Cressida      | -                | Ian Talbot       | Open Air Theatre       |
| 1998 | A Midsummer's Night Dream | -                | Rachel Kavanaugh | Open Air Theatre       |
| 1998 | Gentleman Prefers Blondes | -                | Alan Strachan    | Open Air Theatre       |